# Karel Bastl
Karel Bastl (13. března 1873 Praha – 24. října 1918 Praha) byl český hudební skladatel.

## Život
Karel Bastl byl bratrem houslisty a hudebního pedagoga Josefa Bastla. V letech 1885–1892 studoval na Pražské konzervatoři housle u Antonína Bennewitze a skladbu u Karla Kovařovice.
Po absolvování konzervatoře se stal členem orchestru Národního divadla a od roku 1901 koncertním mistrem České filharmonie. Kromě toho vyučoval soukromě hudbu.

## Dílo

### Opery
- Pobratim (1902, libreto A. Lodr-Úpický)
- Der Abmarsch (1911)
- Susanna (1913)
- Kantorovic Bětuška (opereta, libreto Jaroslav Rudloff, premiéra 14. 7. 1918 Aréna na Smíchově)

### Orchestrální hudba
- Symfonie
- Koncert pro klavír a orchestr
- Rapsódie pro orchestr
- 2 orchestrální předehry

### Komorní hudba
- Smyčcový kvartet
- Klavírní kvartet
- 2 klavírní tria
- Houslová sonáta

Další drobné skladby pro klavír a pro housle.